# Parmenomorpha murina
Parmenomorpha murina là một loài bọ cánh cứng trong họ Cerambycidae.